# Observatoř Kleť

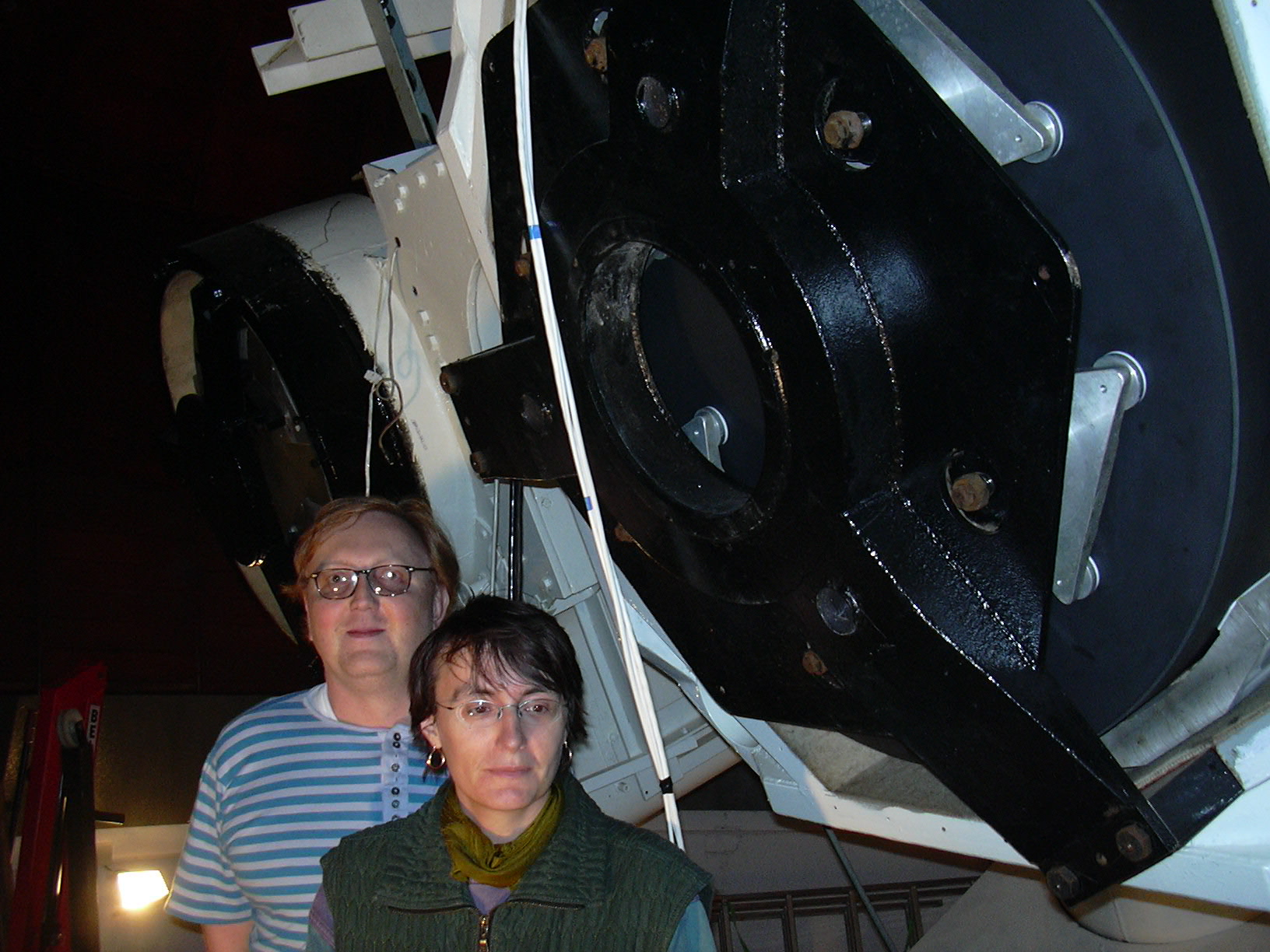
Jana a Miloš Tiší před dalekohledem KLENOT

Observatoř Kleť je hvězdárna v okrese Český Krumlov na vrcholu hory Kleť ve výšce 1070 m n. m v Blanském lese. Je součástí Hvězdárny a planetária v Českých Budějovicích. Je nejvýše položenou hvězdárnou v ČR.
Hvězdárna se hlavně věnuje projektu KLENOT (anglicky KLEť Observatory Near Earth and Other unusual objects observations Team and Telescope), pozorování blízkozemních a dalších neobvyklých objektů, tedy i "lovu" planetek. Hvězdárna provozuje dva dalekohledy: 0,57m (f/5,2) reflektor od roku 1993 a 1,06m reflektor KLENOT (f/2,7) od roku 2002.
V letech 1966–1991 zde byl ředitelem Antonín Mrkos. K roku 2015 zde pracovali astronomové Jana Tichá (od roku 1992 ředitelka) a Miloš Tichý. Na hvězdárně bylo objeveno mnoho set planetek a několik komet.
Veřejnost může hvězdárnu navštívit obvykle v květnu a červnu o víkendech, v červenci a srpnu pak každý den.